# 歌舞伎舞踊
歌舞伎舞踊（かぶきぶよう）は、以下の総称である。
1. 歌舞伎演目のなかに含まれる劇中舞踊。もしくはそれが独立したもの（例 『娘道成寺』）。
2. 歌舞伎演目のうち舞踊的な要素の特につよい作品（例 『勧進帳』）。
3. 独立の舞踊演目として行われるもののうち、その初演が歌舞伎役者によるものであったり、源流が歌舞伎にあるなど、歌舞伎と縁の深いもの（例 『隅田川』）。

現在、歌舞伎舞踊を演ずるのは、歌舞伎役者と日本舞踊家である。芸能としての歌舞伎舞踊は1955年に重要無形文化財に指定されており、その保持者として認定（各個認定）された者は人間国宝と通称される。

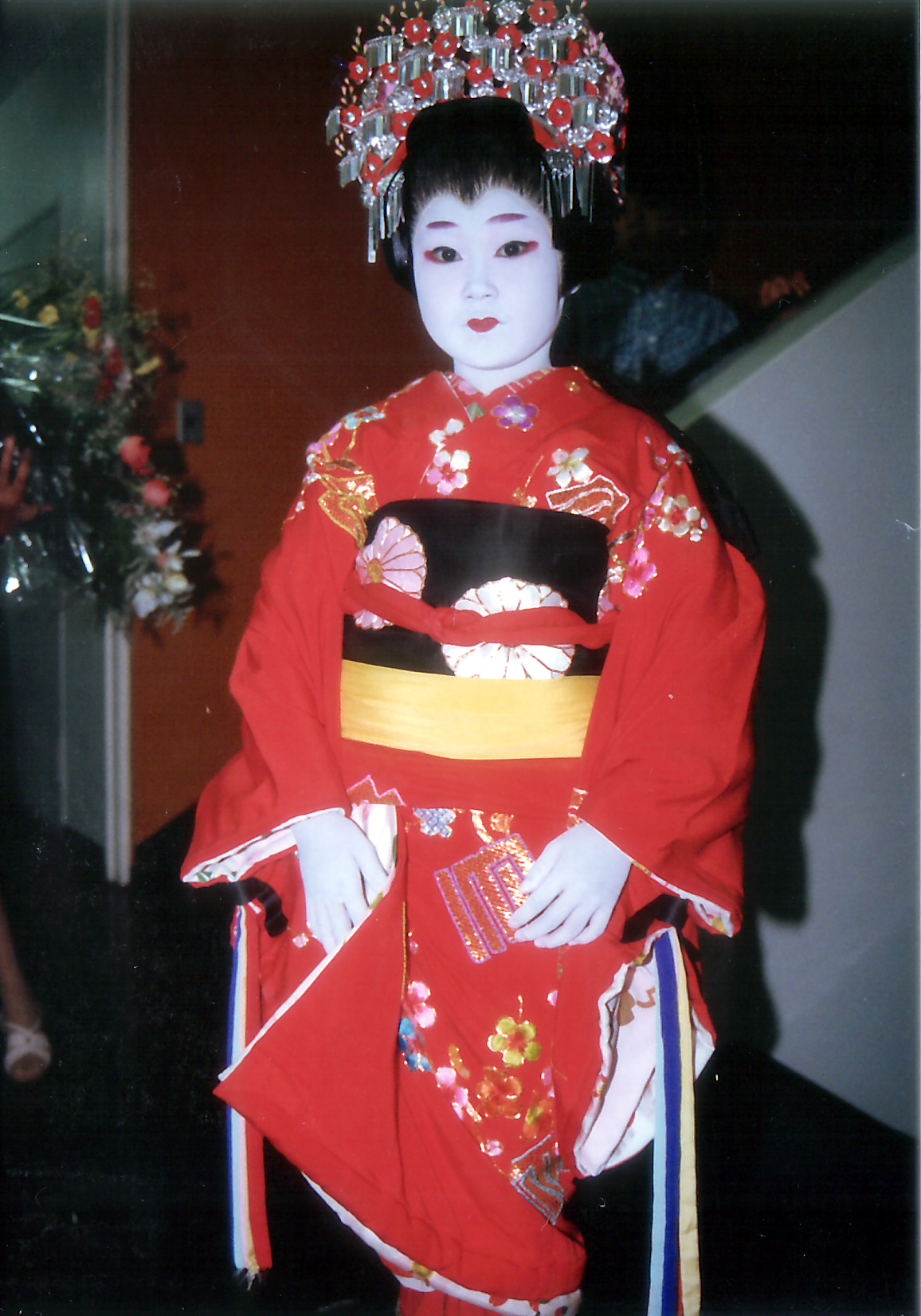
羽根の禿（長唄）
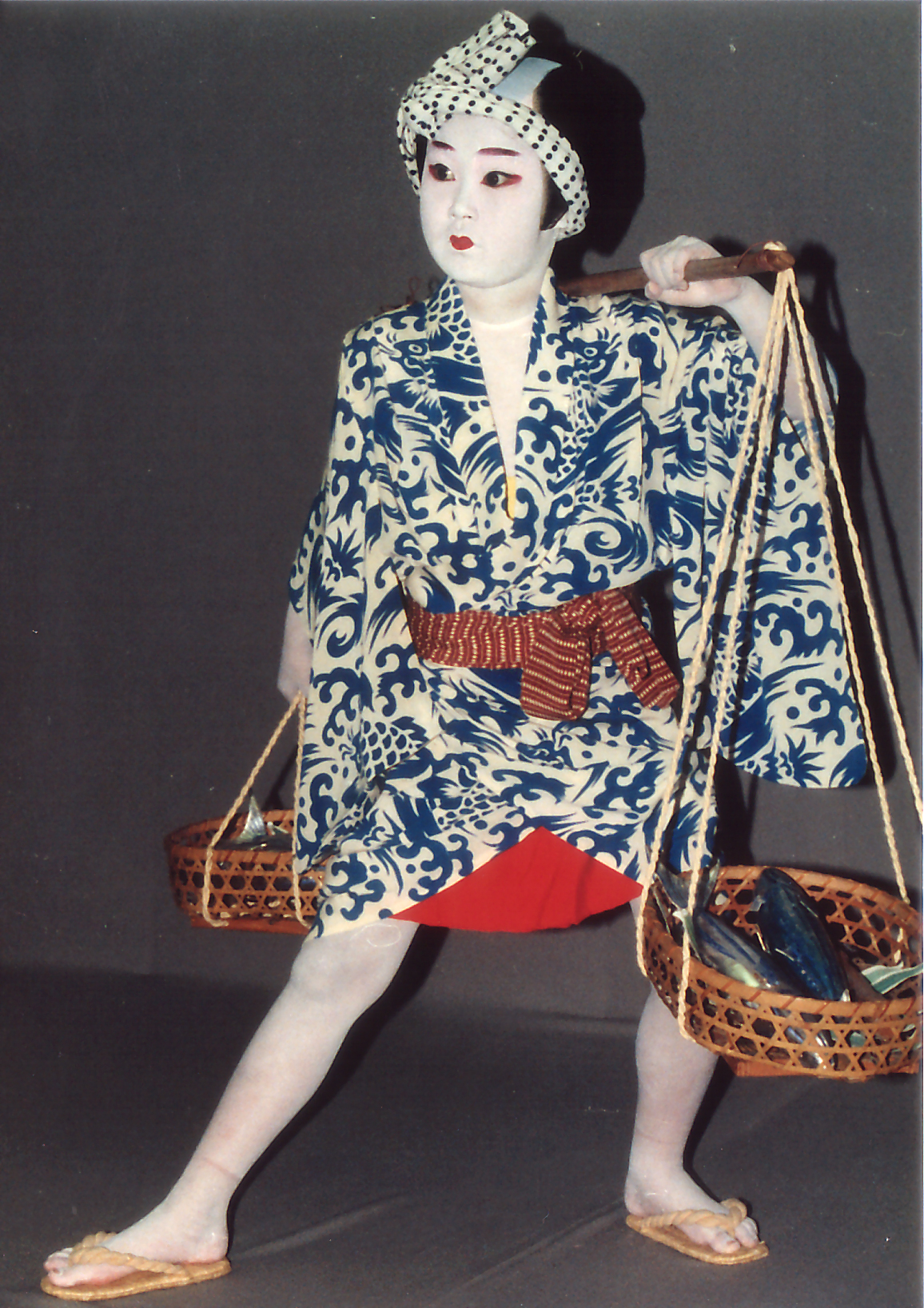
かつお売り（常磐津）

## 歌舞伎舞踊の用語
所作事（しょさごと）
歌舞伎演目中の舞踊的な部分を指す。大きく舞踊そのものと舞踊的な演劇とに区分することができ、伴奏が、前者の場合には長唄、後者の場合には義太夫節・常磐津節・清元節などの浄瑠璃となる。ただし両者のあいだの明確な区分は不可能であり、なかには『娘道成寺』のように途中で地方（伴奏）が義太夫節から長唄に変る例もあり、境界線はきわめてあいまいである。なお浄瑠璃による所作事を浄瑠璃所作事という。
浄瑠璃所作事は本来、数段形式の歌舞伎の演目のうちの一段として作られたもので、その源流は丸本歌舞伎、さらに遡ると人形浄瑠璃にあることになる。現行の演目でいえば『仮名手本忠臣蔵』八段目「道行旅路の花嫁」や『義経千本桜』の「道行初音旅」などがこれにあたる。その後この形式が歌舞伎のなかで消化されてゆくにしたがって、演目全体がひとつの舞踊もしくは舞踊劇となるオリジナルな演目が創作されるようになった。『六歌仙容彩』や『弥生の花浅草祭』（三社祭）などがこれにあたる。また『積恋雪関扉』（関の扉）や『忍夜恋曲者』（将門）のように、従前の歌舞伎狂言における所作事が残されたものもある。
変化物（へんげもの）
一人の踊り手が早替りで次々と異なる役柄に扮して踊るもの。江戸時代後期に大いに流行した。役柄ごとに独立した一曲となっている。曲数により、〜〜五変化、〜〜七変化などと呼ぶ。一曲ごとに衣装・背景・伴奏音楽の種類が変わるため、見ていて面白い。変化物の誕生にともなって、役者に振りをつけて教える振付師も誕生した。さまざまな役を踊り分けるため役者の腕の見せどころとして、初代瀬川菊之丞・三代目中村歌右衛門・四代目中村歌右衛門・三代目坂東三津五郎・七代目市川團十郎・二代目尾上多見蔵・四代目市川小團次・四代目中村芝翫などが芸を競った。『藤娘』『六歌仙容彩』などがある。
松羽目物（まつばめもの）
能楽の題名・主題・内容・様式などを借用した舞踊劇。能の『安宅』をもとに、七代目市川團十郎が数年の歳月と試行錯誤を重ねて書き上げ、天保11年 (1840) 江戸河原崎座で初演された『勧進帳』をその嚆矢とする。明治以降は演劇改良運動の一環として、九代目市川團十郎や五代目尾上菊五郎が黙阿弥や福地桜痴らとの提携により、『土蜘蛛』『釣狐』『茨木』などの新作や『船弁慶』『素襖落』などの能狂言を書き替えた演目が創られた。大正になると、六代目尾上菊五郎、や七代目坂東三津五郎が岡村柿紅と提携して『太刀盗人』『身替座禅』『高杯』『棒しばり』などを創った。さらに昭和にかけては二代目市川猿之助により『黒塚』『小鍛冶』などの近代的演出をほどこした松羽目物が創作された。これらはいずれも今日の歌舞伎舞踊の代表的な演目となっている。

## 歌舞伎舞踊の化粧
おおむね平面的で様式美を強調する。娘役を例に取ると、洗顔の後、鬢付け油を顔全体にすり込む、眉を硬い鬢付け油で塗りつぶす、胸、首、襟足に練りおしろいを塗り、スポンジで伸ばす、顔に練りおしろいを塗り、スポンジで伸ばす、赤でノーズシャドー、アイシャドー、ほほ紅を差す、目じりに紅を差す、黒のアイライナーを太く入れる、眉を、先ず赤で、続けて黒で描く、真っ赤な口紅を、輪郭をはっきり描く、という具合。他の役柄も、基本は同じ。

## 構成
元来、能楽を手本に創作されたものなので、能楽の序・破・急の三部形式を基本としている。「序」にあたる「オキ」は序曲のようなもので、舞台は無人で唄を聞かせる。続く「出」では舞踊の主人公が登場し、人物紹介となる。また花道での道行になることもある。続く「破」にあたる「クドキ」（恋愛の表現）や「語り・物語」（戦闘の描写）を経て、鳴り物が入る賑やかな「踊り地」または「太鼓地」は、主題提示部から展開部にあたる。そして「急」は「チラシ」または「段切れ」と呼ばれる終結部である。ここでは舞台上の見得や花道の引っ込みとなる。
四部構成に分けるやり方もあり、「起」が「オキ」と「出」・「承」が「クドキ」・「転」が「踊り地」・「結」が「チラシ」とする。